# Rathaus Süßen

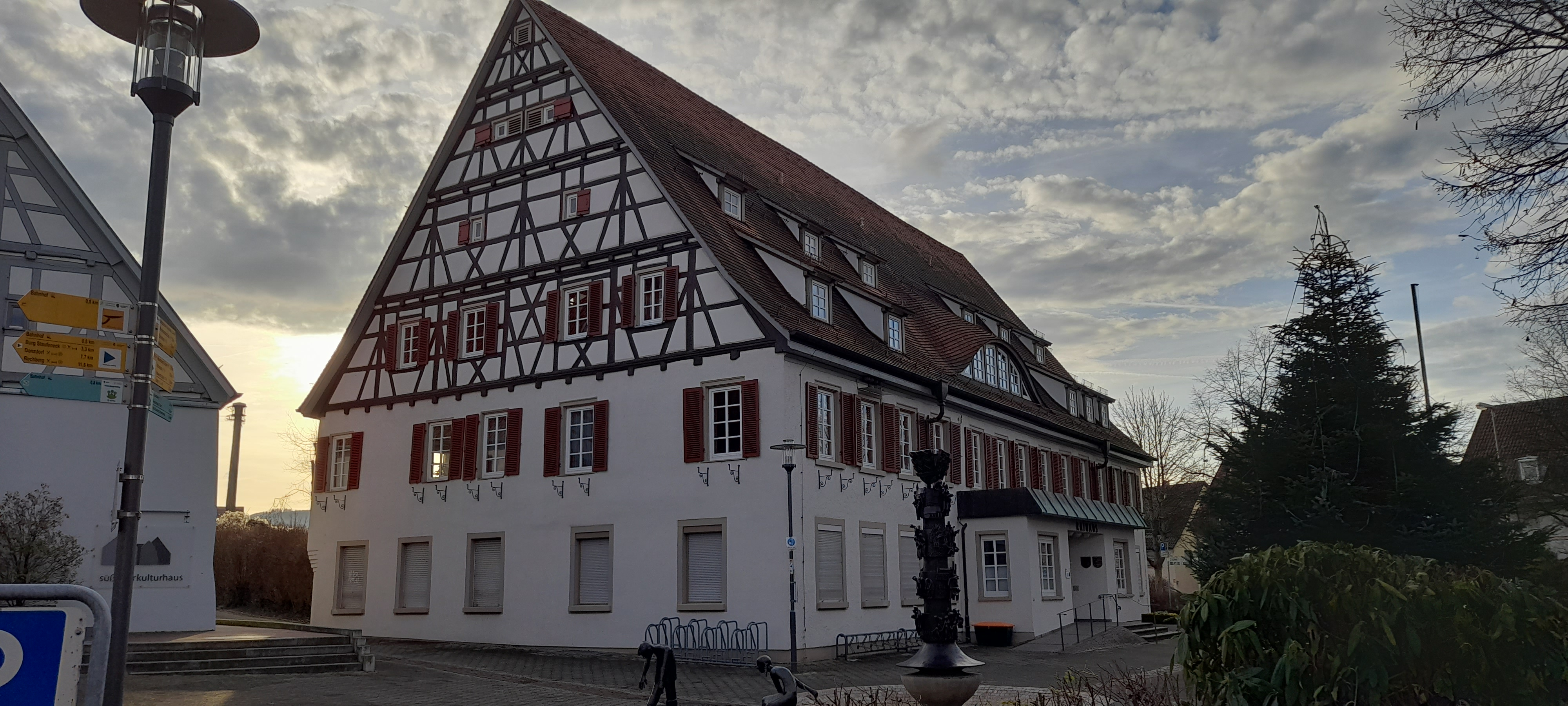
Rathaus Süßen – ehemals Schwarzer Adler

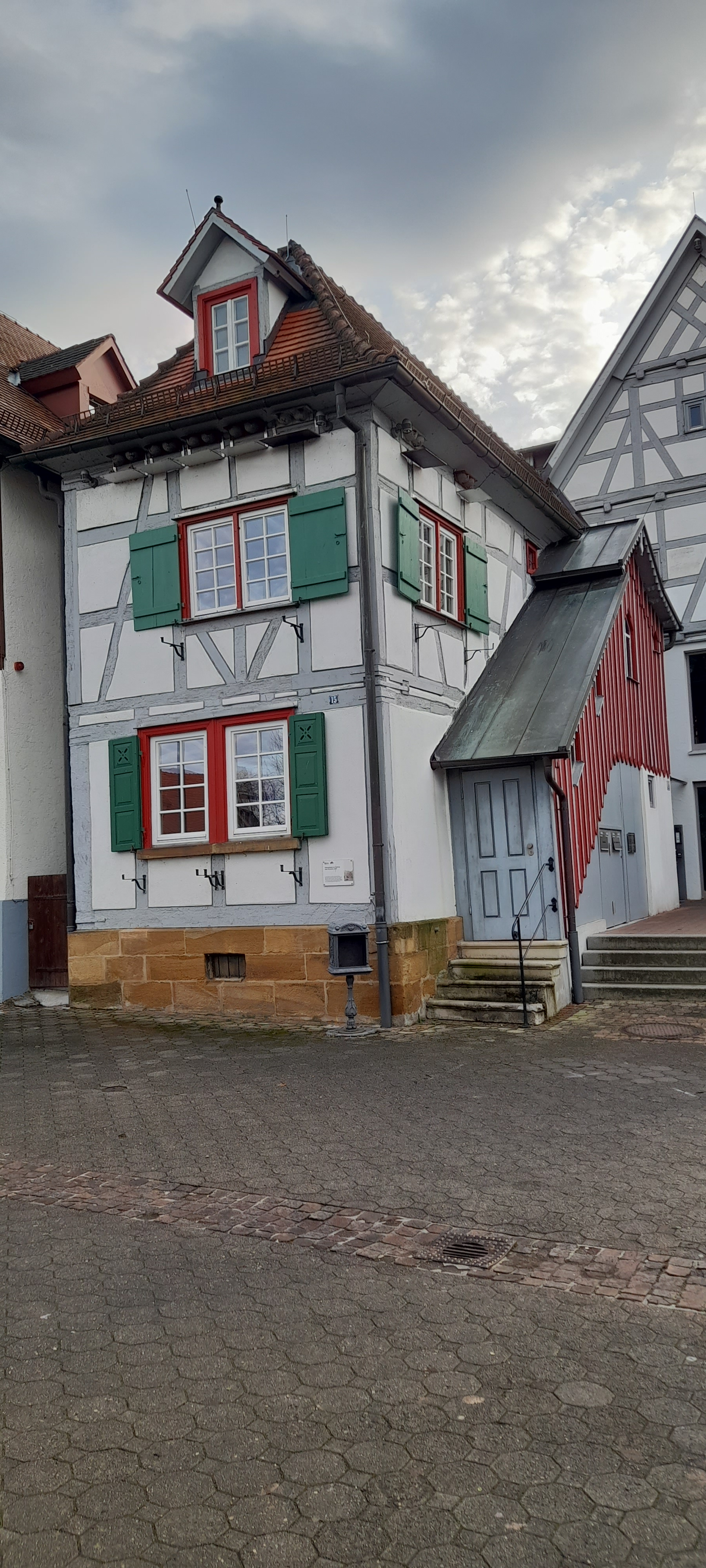
„Anbäule“ (1682), erbaut von Hans Miller

Das Rathaus Süßen befindet sich im historischen Ortskern von Süßen. Das seit 1826 als Rathaus genutzte Gebäude war ursprünglich eine Herberge.

## Geschichte
Eine erstmalige Nennung als Herberge „Zum schwarzen Adler“ ist auf 1512 datiert und gehörte zum Erblehen von Philipp von Rechberg zu Ramsberg, württembergischer Obervogt in Göppingen (1515–1519). Der „Schwarze Adler“ hatte in seinen Anfängen das Alleinrecht des Beherbergens und Beköstigens von Fremden in Groß- und Kleinsüßen.
Die Familie Kellenbenz führte den Schwarzen Adler im 16. Jahrhundert über vier Generationen. Danach wurde der Schwarze Adler von der Familie Miller bis ins 18. Jahrhundert  über vier Generationen geführt. 1682 Bau des sogenannten „Anbäule“ mit einer Stube und einer Kammer durch Hans Miller Junior. 
Das Rathaus wurde durch einen Brand am 16. Juli 1707 zerstört und bis 1708 wieder aufgebaut. Der Brand entstand während des Überfalls durch die französische Kavallerie im Spanischen Erbfolgekrieges.
Ab 1739 erfolgten häufige Inhaberwechsel, bis 1826 das Gebäude an die Stadt Süßen verkauft wurde. Diese nutzte das Gebäude zu Beginn als Rat- und Schulhaus. Nach der Vereinigung von Groß- und Kleinsüßen dient das Gebäude nur noch als Rathaus der neuen Gemeinde Süßen.